# 中央军委人民武装委员会
中央军委人民武装委员会，是中央军委议事协调机构，负责人民武装工作。

## 沿革
抗日战争时期，1940年晋察冀边区召开人民武装代表大会，经民主选举产生了晋察冀边区人民武装委员会，以加强对民兵、自卫队的领导。1941年11月7日，中共中央军事委员会《关于抗日根据地军事建设的指示》中规定：“自卫队与民兵应由各级（由边区到县）人民武装委员会统一领导。”1942年后，多数地区的人民武装委员会陆续改成人民武装部。
中华人民共和国成立后，根据中共中央1952年12月4日《关于建立各级人民武装委员会的决定》，从中央到区均建立各级党的人民武装委员会，主任由同级党委书记兼任，办事机构设在各该级人民武装部门。1959年12月14日，中共中央决定，取消人民武装委员会，成立中央军委和省、地区、县党委民兵工作组。
1958年，毛泽东针对美帝国主义在台湾海峡制造紧张局势及台湾国民党当局声称要“反攻大陆”，向全党、全国发出“大办民兵师”的号召，在北戴河召开的中共中央政治局会议上，通过了《中共中央关于民兵问题的决定》，作出了“全民皆兵”的决策。1959年11月，中央军委决定成立中央军委民兵工作组，罗荣桓任组长，张爱萍、甘泗淇任副组长，以加强对民兵工作的领导。1960年4月，在北京召开全国民兵代表会议，到会代表6000多人。
1961年7月，中央军委决定将中央军委民兵工作组扩大为中央军委人民武装委员会，罗荣桓任主任，张爱萍、甘泗淇、傅秋涛任副主任，日常工作由中国人民解放军总参谋部动员部承办。1961年12月11日，中共中央、国务院决定将各级民兵工作组改为人民武装委员会。
1966年至1976年“文化大革命”期间，各级人民武装委员会的工作一度中断。
1978年11月7日，中共中央发出《关于恢复中央军委和各级地方党委人民武装委员会的通知》，决定恢复中央军委和各级地方党委的人民武装委员会；中央军委人民武装委员会由国家计委、公安部、财政部、农林部、教育部、民政部、国家体委、全国总工会、全国妇联、共青团中央等国家机关、人民团体和中国人民解放军总参谋部、总政治部、总后勤部的负责人组成，主任由中央军委副主席兼任，办事机构设在总参谋部动员部；省、地区、县（市）的人民武装委员会分别由同级地方党委、政府有关部门、人民团体和省军区、军分区、县（市）人民武装部的负责人组成，主任由同级党委书记（或副书记）兼任，办事机构设在省军区、军分区和县（市）人民武装部，负责日常工作。
1994年11月29日，《国务院、中央军委关于成立国家国防动员委员会的通知》（国发〔1994〕63号）发出，国务院、中央军委决定成立国家国防动员委员会。“国家国防动员委员会是在国务院、中央军委领导下，主管全国国防动员工作的议事协调机构。”“国家国防动员委员会成立后，国家人民防空委员会，国务院、中央军委交通战备领导小组，中央军委人民武装委员会即自行撤销。”。

## 组成人员
| 初期的组成人员如下： 主任 - 罗荣桓 元帅（1961年7月—1963年12月逝世） - 徐向前 元帅（1964年8月—？） 副主任 - 张爱萍 上将（1961年7月—？） - 甘泗淇 上将（1961年7月—？） - 傅秋涛 上将（1961年7月—？） 委员 （不详） | 1978年11月7日中共中央《关于恢复中央军委和各级地方党委人民武装委员会的通知》列出中央军委人民武装委员会组成人员如下： 主任 - 徐向前（中央军委副主席） 副主任 - 张才千（总参谋部） - 徐立清（总政治部） - 张衍（国家计委） - 吕剑光（公安部） 委员 - 李元（总后勤部） - 张振生（农林部） - 刘雪初（教育部） - 陈光（民政部） - 于步血（国家体委） - 韩荣华（全国总工会） - 曾宪植（全国妇联） - 李海峰（共青团中央） - 名单不详（财政部） |

## 办事机构
中央军委人民武装委员会的办事机构是中央军委人民武装委员会办公室，设在中国人民解放军总参谋部动员部。历任办公室主任是：
- 曹宇光（1978年—1982年，总参谋部动员部部长兼）
- 孟平（1982年—1985年，总参谋部动员部部长兼）
- 陈超（1985年—1990年，总参谋部动员部部长兼）[6]
- 谭冬生（1990年—1994年，总参谋部动员部部长兼）